# Юнга
Юнга (от на немски: Junge е „момче“ или на нидерландски: jonge – „млад“) е момче на плавателен съд (кораб), подготвящо се за моряк.

## Юнгите в Руската империя
Основавайки Кронщат през 1703 г., Петър I учредява в него и училище за морски юнги. Самият той започва морската си служба като юнга. Чинът на юнгата е чин на морските редови служители във флотата на Русия. Юнгите съществуват с прекъсвания във военноморските сили на Русия до началото на XX век. През 1910 г. в Кронщат отново е открито училището за юнги.

## Юнгите в СССР
По времето на СССР юнгата е възпитаник на военно училищно заведение. Първото училище за юнги (първоначално то се нарича „школа за юнги“) се появява във Валаам през 1940 г. С началото на Великата Отечествена война са създадени нови училища за юнги в Ленинград, Кронщат, на Соловецките острови (Соловецката школа за юнги, създадена през 1942 г., е най-известната от тях). Юнгите участват и в бойните действия.

## Памет
През 1973 г. Киностудията Горки снима филма „Юнга в Северния флот“ за възпитаниците на Соловецката школа за юнги. Сценарият на филма е написан с използването на материали от автобиографични книги на бивши юнги – писателите Валентин Пикул и Виталий Гузанов.
В много градове са кръстени географски обекти и паметници в чест на юнгите, служили по време на Великата отечествена война, като например:
- Паметници на загиналите юнги са открити през 1972 г. на Соловецките острови и през 1993 г. в Архангелск.[5]
- В Санкт Петербург през 1989 г. Площадът на Балтийските Юнги получава днешното си име, а през 1999 г. до него е открит паметник на Юнгите на Балтика.
- В Москва през 1995 г. безименен площад е прекръстен на Площад на Соловецките Юнги, а през 2005 г. на него е открит паметник на Соловецките юнги.[5]
- Във Владивосток (в Егершелд) през 2010 г. градинка официално получава името „Юнги на Руския флот“,[6] в която се намира паметника „На юнгите на флота Руски“.

## Галерия
- Паметник на загиналите соловецки юнги
- Паметник на Юнгите на Балтика в Санкт Петербург
- На Юнгите на флота Руски от благодарните жители на Владивосток.